# Frihed lighed stemmeret
Frihed lighed stemmeret er en dansk dokumentarfilm fra 1990 med instruktion og manuskript af Mette Knudsen.

## Handling
Historisk dokumentarfilm, der via gamle fotografier, satiriske tegninger, arkivfilm og nye optagelser levendegør den hårde og seje kamp, der gik forud for, at kvinderne i 1915 opnåede stemmeret.